# Campeonato de España de Fórmula Junior 1600
El Campeonato de España Júnior 1600 también llamado Fórmula Junior 1600 Española fue un campeonato de Fórmula Renault disputado en España entre los años 2002 a 2004 en circuitos españoles. Este torneo se iba a recuperar para el año 2011 gracias a la empresa V-line Org, pero finalmente no se alcanzó el número mínimo de solicitudes de compra de monoplazas y se canceló.

## Formato
Las citas hacían de soporte a la por entonces World Series by Nissan. Se disputaban dos por fin de semana y tenían una duración máxima de 25 minutos. Se otorgaban los mismos puntos por carrera: 20,15,12,10,8,6,4,3,2,1 para los 10 primeros más 2 puntos por la vuelta rápida.
El coche de competición se basaba en un monoplaza de chasis Tatuus, con motor Renault de 1.600 cc. y 125 CV de potencia, y su conducción estaba permitida a jóvenes pilotos de 14 años en adelante.
circuitos
- Circuito Ricardo Tormo (2002-2004)
- Circuit de Catalunya (2002-2004)
- Circuito de Albacete (2002-2004)
- Circuito del Jarama (2002-2004)
- Autódromo de Monza (2002-2003)
- Circuito de Nevers Magny Cours (2004)

## Campeones
| Año  | Piloto Campeón        | Escudería Campeona     |
| ---- | --------------------- | ---------------------- |
| 2002 | Adrian Vallés         | Escudería Lois Circuit |
| 2003 | Juan Antonio del Pino | G-Tec                  |
| 2004 | Michael Herck         | Escudería Lois Circuit |

## Clasificaciones

### 2002
| Pilotos | Pilotos              | Pilotos |
| Pos     | Piloto               | Pts     |
| ------- | -------------------- | ------- |
| 1       | Adrian Vallés        | 198     |
| 2       | Álvaro Barba         | 134     |
| 3       | Roldán Rodríguez     | 124     |
| 4       | Víctor Jaouen        | 92      |
| 5       | Marc Carol           | 83      |
| 6       | Leonardo Orecchioni  | 77      |
| 7       | Javier Fernández     | 53      |
| 8       | Cristian Cano        | 43      |
| 9       | Manel Cerqueda, jr.  | 31      |
| 10      | Rafael Gallego       | 26      |
| 11      | José Rodríguez       | 26      |
| 12      | Sergio Hernández     | 16      |
| 13      | Roc Mas              | 16      |
| 14      | Ignasi Gastó         | 13      |
| 15      | Marcos Martínez      | 11      |
| 16      | Santiago García      | 9       |
| 17      | Miquel Gallego       | 6       |
| 18      | Marco Barba          | 3       |
| 19      | Marco Ardigó         | 2       |
| 20      | Lucas Ordóñez        | 2       |
| 21      | Juan Ignacio Cáceres | 0       |

| Escuderías | Escuderías           | Escuderías |
| Pos        | Escudería            | Pts        |
| ---------- | -------------------- | ---------- |
| 1          | Escuela Lois Circuit | 247        |
| 2          | Porfesa Competición  | 126        |
| 3          | RACC Motorsport      | 101        |
| 4          | TCR Motorsport       | 97         |
| 5          | Cibiemme Team        | 77         |
| 6          | Team Elías           | 63         |
| 7          | HST Racing           | 53         |
| 8          | Azteca Motorsport    | 16         |
| 9          | Skualo Competición   | 16         |
| 10         | Saoca Competición    | 11         |
| 11         | Cracs                | 3          |

### 2003
| Pilotos | Pilotos             | Pilotos |
| Pos     | Piloto              | Pts     |
| ------- | ------------------- | ------- |
| 1       | Juan Ant. del Pino  | 191     |
| 2       | Cristian Cano       | 115     |
| 3       | Roldán Rodríguez    | 112     |
| 4       | Giacomo Ricci       | 106     |
| 5       | Carlos Álvarez      | 51      |
| 6       | Arturo Llobell      | 45      |
| 7       | Javier Fernández    | 42      |
| 8       | Héctor Suárez       | 41      |
| 9       | Víctor Jaouen       | 39      |
| 10      | Carlos González     | 37      |
| 11      | Marcos De Diego     | 31      |
| 12      | Marco Barba         | 26      |
| 13      | Marcos Martínez     | 25      |
| 14      | Riccardo Messa      | 18      |
| 15      | Pietro Ricci        | 17      |
| 16      | Michael Herck       | 17      |
| 17      | Riccardo Cinti      | 15      |
| 18      | Adrien Lavail       | 14      |
| 19      | Andrea Cortinovis   | 12      |
| 20      | Javier Villa        | 11      |
| 21      | Romain Ianetta      | 9       |
| 22      | Giovanni Tedeschi   | 5       |
| 23      | Manel Cerqueda, jr. | 4       |
| 24      | Keisuke Ebisuda     | 2       |
| 25      | Borja G. Mancera    | 1       |
| 26      | Jorge Garrido       | 1       |
| 27      | Jérôme d'Ambrosio   | 1       |

| Escuderías | Escuderías                      | Escuderías |
| Pos        | Escudería                       | Pts        |
| ---------- | ------------------------------- | ---------- |
| 1          | G-TEC                           | 197        |
| 2          | Porfesa Competición             | 134        |
| 3          | RACC Motorsport                 | 127        |
| 4          | Cibiemme Team                   | 108        |
| 5          | Repsol Racing for Spain - Elías | 57         |
| 6          | Escuela Lois Circuit            | 55         |
| 7          | HST Racing                      | 53         |
| 8          | Cracs                           | 37         |
| 9          | ECA Racing                      | 31         |
| 10         | Riccardo Messa                  | 18         |
| 11         | Junior Racing Team              | 17         |
| 12         | Tomcat Racing                   | 15         |
| 13         | Discovery Racing                | 12         |
| 14         | Mascheroni Corse                | 5          |
| 15         | Automóvil Club d'Andorra        | 4          |
| 16         | Thierry Boutsen Racing          | 1          |

### 2004
| Pilotos | Pilotos                | Pilotos |
| Pos     | Piloto                 | Pts     |
| ------- | ---------------------- | ------- |
| 1       | Michael Herck          | 119     |
| 2       | Marco Barba            | 117     |
| 3       | Arturo Llobell         | 95      |
| 4       | Dani Clos              | 87      |
| 5       | Manuel Sáez-Merino     | 62      |
| 6       | Miquel Molina          | 52      |
| 7       | Jose M. Gutiérrez      | 51      |
| 8       | Marcos Martínez        | 48      |
| 9       | Manel Cerqueda, jr.    | 38      |
| 10      | Adrien Lavail          | 33      |
| 11      | Javier Mingorance      | 30      |
| 12      | Javier Fernández       | 26      |
| 13      | Jose Luís López-Pampló | 15      |
| 14      | Roberto Fueyo          | 15      |
| 15      | Carlos Álvarez         | 11      |
| 16      | Jorge Garrido          | 11      |
| 17      | Carlos Cosidó          | 5       |
| 18      | Giacomo Ricci          | 0       |
| 16      | Andrés Ríos            | 0       |

| Escuderías | Escuderías                      | Escuderías |
| Pos        | Escudería                       | Pts        |
| ---------- | ------------------------------- | ---------- |
| 1          | Escuela Lois Circuit            | 160        |
| 2          | Junior Racing Team              | 117        |
| 3          | RACC Motorsport                 | 90         |
| 4          | HST Racing                      | 67         |
| 5          | Repsol Racing for Spain - Elías | 55         |
| 6          | Automóbil Club d'Andorra        | 34         |
| 7          | Catolan Racing                  | 23         |
| 8          | ECA Racing                      | 16         |
| 9          | Paiez Progress                  | 15         |
| 10         | G-TEC                           | 2          |